# Cómputo de la Comarca
El Cómputo de la Comarca es un calendario ficticio descrito en el legendarium del escritor
británico J. R. R. Tolkien, que aparece en sus novelas sobre la Tierra Media.
Es el calendario de la Comarca y (con un nombre diferente) de Bree, que se diferencia del de la Comarca por los nombres de los meses primero, cuarto, sexto, séptimo y noveno hasta el duodécimo que eran llamados Frery, Chithing, Lithe, Mede, Harvestmath, Wintring, Blooting y Yulemath. Además, los días Lithes se llamaban Días de Verano. 
El año 1 del Cómputo de Bree correspondía al 1300 de la T. E., el año en que los Hobbits se asentaron en Bree.
El Cómputo de la Comarca es una adaptación del Cómputo de los Reyes. El año I equivalía a 1601 de la T. E. en la Comarca y a 1300 en Bree. La semana tenía siete días, que eran:
- Sterday (Sábado)
- Sunday (Domingo)
- Monday (Lunes)
- Trewsday  (Martes)
- Hevensday (Miércoles)
- Mersday (Jueves)
- Highday, (viernes y el día principal).

El año se dividía en: 
| Mes | Nombre         | Concordancia con el Calendario Gregoriano |
| --- | -------------- | ----------------------------------------- |
|     | Yule 2         | 22 de diciembre                           |
| 1   | Postyule       | 23 de diciembre-21 de enero               |
| 2   | Solmath        | 22 de enero-20 de febrero                 |
| 3   | Rethe          | 21 de febrero-22 de marzo                 |
| 4   | Astron         | 23 de marzo a 21 de abril                 |
| 5   | Thrimidge      | 22 de abril-21 de mayo                    |
| 6   | Antelithe      | 22 de mayo-20 de junio                    |
|     | Lithe 1        | 21 de junio                               |
|     | Lithe          | 22 de junio                               |
|     | Sobre Lithe    | Añadido (en los años bisiestos)           |
|     | Lithe 2        | 23 de junio                               |
| 7   | Postlithe      | 24 de junio-23 de julio                   |
| 8   | Wedmath        | 24 de julio-22 de agosto                  |
| 9   | Halimath       | 23 de agosto a 21 de septiembre           |
| 10  | Crudo Invierno | 22 septiembre a 21 de octubre             |
| 11  | Blotmath       | 22 de octubre-20 noviembre                |
| 12  | Anteyule       | 21 de noviembre a 20 de diciembre         |
|     | Yule           | 21 de diciembre                           |

Cada año empezaba con el primer día de la semana, Sterday (sábado), y terminaba con el último, Highday (viernes).
Los días Yule eran los días que coincidían con el final de un año y el comienzo de uno nuevo, por lo 
que el 2º Yule era el primer día del año. Los días Lithe son los tres días centrales del año, entre 
Forelithe y Afterlithe, que eran Lithe 1, Día del Medio Año y el Lithe 2. En los años bisiestos, 
había cuatro días de Lithe pues se añadía el Overlithe después del Día de Medio Año excepto el 
último del siglo. Todos estos días fueron colocados fuera de cualquier mes corriente y fueron días festivos. 
El Sobrelithe era día de festividad especial, pero no tuvo lugar en ninguno de los años importantes para la historia del Gran Anillo. Tuvo lugar en 1420, el año de la famosa cosecha y el magnífico verano: se dice que la alegría de la celebración de ese año fue mayor que ninguna otra de la que se tiene memoria o registro. El Día del Medio Año correspondía al solsticio de verano.
El Cómputo de la Comarca es el único que tiene importancia para la historia de la Guerra del Anillo. Todos los días, meses y fechas están traducidos en el Libro Rojo a términos de la Comarca, o una nota señala la equivalencia correspondiente. Por tanto, los meses y los días a lo largo de El Señor de los Anillos corresponden al Calendario de la Comarca.
Los nombres que se empleaban en Bree y en la Cuaderna del Este eran algo distintos. Todos estos nombres se 
utilizaban ya antes de que los Hobbits se establecieran en la Comarca; por tanto, puede decirse que el 
Cómputo de la Comarca era bastante antiguo.